# 国内オリンピック委員会連合
国内オリンピック委員会連合（こくないオリンピックいいんかいれんごう、英: Association of National Olympic Committees: ANOC、仏: Association des Comités Nationaux Olympiques: ACNO）は、国際オリンピック委員会（IOC）に承認されている国内オリンピック委員会（NOC）が加盟するスポーツ組織である。1979年設立。